# Samuel Allport
Pour les articles homonymes, voir Allport.
Samuel Allport (23 janvier 1816-7 juillet 1897) est un pétrologue britannique.

## Biographie

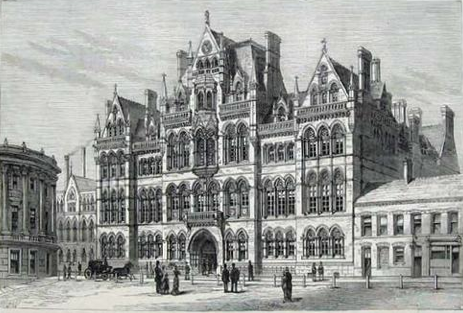
Mason Science College, maintenant l'Université de Birmingham

Il est né à Birmingham et fait ses études dans cette ville. Bien qu'occupé par les affaires pendant la plus grande partie de sa vie, ses loisirs sont consacrés aux études géologiques et, lors d'un séjour de courte durée à Bahia, en Amérique du Sud, il fait des observations sur la géologie, publiées par la Société géologique de Londres en 1860. Il travaille sur la pétrologie microscopique, à l'étude dont il est attiré par les investigations d'Henry Clifton Sorby et il devient l'un des pionniers de cette branche de la géologie, préparant ses propres sections de roche avec une habileté remarquable.
Il étudie et décrit les basaltes du sud du Staffordshire, les diorites du Warwickshire  la phonolite du Wolf Rock (sur laquelle il a d'abord attiré l'attention), les pitchstones d'Arran  et les roches ignées altérées près de Land's End au cours des années 1869-1879 dans le Quarterly Journal of the Geological Society et dans le Geological Magazine. En 1880, il est nommé bibliothécaire au Mason Science College (qui devient plus tard l'Université de Birmingham), poste qu'il quitte pour cause de maladie en 1887. Cette année-là, la médaille Lyell lui est décernée par la Geological Society. Quelques années plus tard, il se retire à Cheltenham, où il meurt en 1897.